# Corus Group
Corus Group este o companie metalurgică anglo-neerlandeză.
Corus este cel de-al doilea producător de oțel din Europa cu venituri de 9,7 miliarde lire sterline și o producție de 18,3 milioane de tone în anul 2006.
Corus a devenit în aprilie 2007 o subsidiară a companiei Tata Steel din India, cel de-al șașelea producător mondial de oțel, în urma unei tranzacții de 6,2 miliarde lire sterline.